# دوین دیویس
دوین دیویس (به انگلیسی: Duane Davis) بازیگر آمریکایی است.
از فیلم‌های معروف او می‌توان به بازی در فیلم ارواح مریخ، زبری لازم، طرح و تیم نایت رایدر اشاره کرد.